# 리라 (악기)

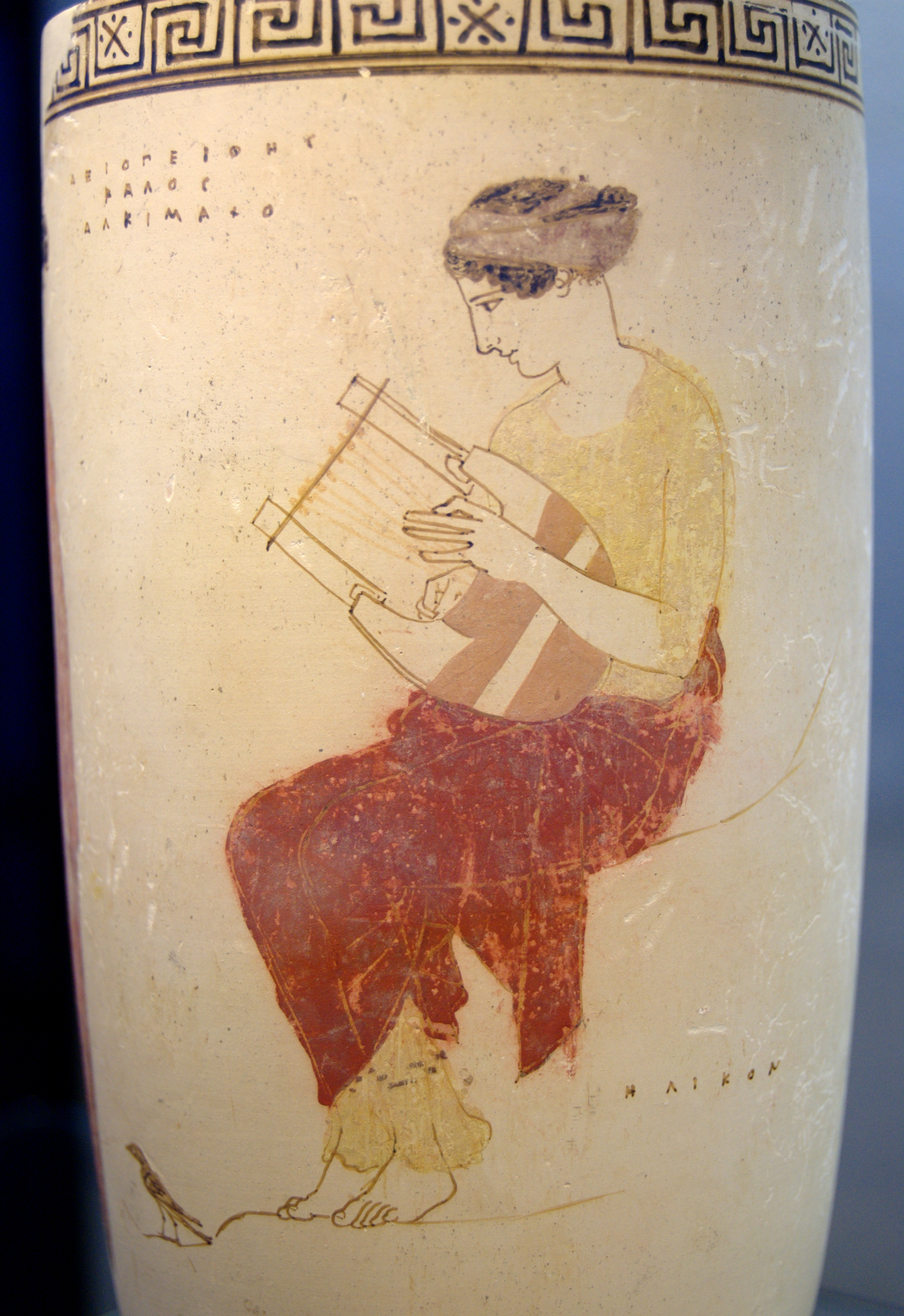
무사(Μουσα)가 리라를 켜고 있는 모습.

리라(영어: Lyre)는 기원전 3000년경부터 메소포타미아, 이집트, 시리아에서 쓰인 발현악기로, 후에 고대 그리스에서 키타라와 함께 가장 신성한 악기로 중요시 되었다. 하프의 원조 악기이자 키타라를 닮고 구조는 같으며, 키타라보다 작은 공명통 위에 2개의 조금 굽은 막대를 세우고 두 막대의 끝에 가로막대를 붙여 가로막대와 공명통과의 사이에 현을 맨 것이다. 현의 수는 일정하지 않으나 5줄에서 15줄까지이며 7줄이 일반적이었다. 고대 그리스에서는 공명통은 바다거북의 등껍질을 썼으나 뒤에 목제의 공명동에 쇠가죽을 씌워 쓰게 되었다. 주법은 이 악기를 비스듬히 또는 수평으로 가지고 픽(pick) 또는 손가락으로 발현(撥絃)하였다. 리라는 중세기 초엽까지도 롯타(rotta) 또는 로타(rota)라는 이름으로 알려졌다. 한편 리라라고 하는 이름의 악기는 본래 리라와 간접적인 관계밖에 없는 바이올린족(族)의 변종(피들이나 허디거디 등)에도 쓰이고 있다.

## 관련 인물
- 오르페우스

## 같이 보기
- 키타라